# Przemysław Laskowski
Przemysław Laskowski (ur. 27 grudnia 1995 w Chojnicach) – polski futsalista, zawodnik z pola, piłkarz występujący na pozycji pomocnika.  

## Przebieg kariery
Przemysław Laskowski jest wychowankiem Chojniczanki Chojnice, w barwach której występował na poziomie I ligi, a w sezonie 2012/2013 wywalczył awans na ten poziom rozgrywek. Od początku sezonu 2015/2016 jest zawodnikiem występującego w ekstraklasie futsalu Red Devils Chojnice, z którym w 2016 roku zdobył Puchar Polski, strzelając decydującą bramkę w meczu finałowym.

## Statystyki występów
| Klub                  | Sezon              | Liga               | Liga  | Liga   | Puchar kraju | Puchar kraju | Suma  | Suma   |
| Klub                  | Sezon              | Liga               | Mecze | Bramki | Mecze        | Bramki       | Mecze | Bramki |
| --------------------- | ------------------ | ------------------ | ----- | ------ | ------------ | ------------ | ----- | ------ |
| Chojniczanka Chojnice | 2012/13            | II liga            | 2     | 0      | 0            | 0            | 2     | 0      |
| Chojniczanka Chojnice | 2013/14            | I liga             | 1     | 0      | 1            | 0            | 2     | 0      |
| Chojniczanka Chojnice | 2014/15            | I liga             | 4     | 0      | 0            | 0            | 4     | 0      |
| Red Devils Chojnice   | 2015/16            | Ekstraklasa        | 22    | 0      | 6            | 6            | 28    | 6      |
| Red Devils Chojnice   | 2016/17            | Ekstraklasa        | 26    | 7      | 3            | 0            | 29    | 7      |
| Red Devils Chojnice   | 2017/18            | I liga             | 22    | 14     | 4            | 0            | 26    | 14     |
| Red Devils Chojnice   | 2018/19            | Ekstraklasa        | 27    | 12     | 1            | 1            | 28    | 13     |
| Red Devils Chojnice   | 2019/20            | Ekstraklasa        | 18    | 3      | 2            | 0            | 20    | 3      |
| Ogólnie w karierze    | Ogólnie w karierze | Ogólnie w karierze | 122   | 36     | 17           | 7            | 139   | 43     |